# Vachendorf
Vachendorf – miejscowość i gmina w południowo-wschodnich Niemczech, w kraju związkowym Bawaria, w rejencji Górna Bawaria, w regionie Südostoberbayern, w powiecie Traunstein, wchodzi w skład wspólnoty administracyjnej Bergen. Leży około 3 km na południowy zachód od Traunsteinu, przy autostradzie A8 i linii kolejowej Monachium – Salzburg.

## Dzielnice
- Haslach
- Vachendorf

## Demografia
| Rok  | Liczba mieszk. |
| ---- | -------------- |
| 1970 | 980            |
| 1987 | 1 481          |
| 2000 | 1 729          |
| 2005 | 1 805          |

### Struktura wiekowa
Dane o ludności z 31 grudnia 2008:
| Opis                                | Ogółem | Ogółem | Kobiety | Kobiety | Mężczyźni | Mężczyźni |
| ----------------------------------- | ------ | ------ | ------- | ------- | --------- | --------- |
| Jednostka                           | osób   | %      | osób    | %       | osób      | %         |
| Populacja                           | 1858   | 100    | 964     | 51,88   | 894       | 48,12     |
| Wiek przedprodukcyjny (0–17 lat)    | 379    | 20,4   | 204     | 10,98   | 175       | 9,42      |
| Wiek produkcyjny (18–65 lat)        | 1154   | 62,11  | 584     | 31,43   | 570       | 30,68     |
| Wiek poprodukcyjny (powyżej 65 lat) | 325    | 17,49  | 176     | 9,47    | 149       | 8,02      |

## Polityka
Wójtem gminy jest Rainer Schroll z SPD/UBB, wcześniej urząd ten obejmował Alois Hartl, rada gminy składa się z 12 osób.
|      | CSU/Einigkeit | SPD/UUB | UWG | Razem |
| 2008 | 4             | 5       | 3   | 12    |
| 2002 | 4             | 4       | 4   | 12    |